# USS Edwards (DD-265)
USS Edwards (DD-265) là một tàu khu trục lớp Clemson được Hải quân Hoa Kỳ chế tạo vào cuối Chiến tranh Thế giới thứ nhất. Trong Chiến tranh Thế giới thứ hai, nó được chuyển cho Hải quân Hoàng gia Anh như là chiếc HMS Buxton (H96), rồi cho Hải quân Hoàng gia Canada như là chiếc HCMS Buxton (H96), và đã phục vụ cho đến khi xung đột kết thúc. Nó là chiếc tàu chiến đầu tiên của Hải quân Hoa Kỳ được đặt tên theo William W. Edwards (1790-1813), một sĩ quan hải quân tử trận trong cuộc Chiến tranh 1812.

## Thiết kế và chế tạo
Edwards được đặt lườn vào ngày 3 tháng 6 năm 1918 tại xưởng tàu Squantum Victory Yardcủa hãng Bethlehem Shipbuilding Corporation ở Squantum, Massachusetts. Nó được hạ thủy vào ngày 10 tháng 10 năm 1918, được đỡ đầu bởi cô Julia Edwards Noyes, cháu gái ba đời của William Edwards; và được đưa ra hoạt động tại Xưởng hải quân Boston vào ngày 24 tháng 4 năm 1919 dưới quyền chỉ huy của Hạm trưởng, Trung tá Hải quân P. L. Wilson.

## Lịch sử hoạt động

### USSEdwards
Vào tháng 5 năm 1919, Edwards vận chuyển phụ tùng của máy bay và thủy phi cơ đến St. John's, Newfoundland như là hàng dự trữ nhằm chuẩn bị cho chuyến bay lịch sử vượt Đại Tây Dương lần đầu tiên của thủy phi cơ NC-4. Nó khởi hành từ Boston, Massachusetts để đi sang vùng biển Châu Âu vào ngày 28 tháng 5, trình diện để phục vụ cùng Tư lệnh Lực lượng Hải quân Hoa Kỳ tại châu Âu, và được phối thuộc cùng Ủy ban Thực phẩm. Đi đến Gibraltar vào tháng 6, nó tham gia vào đoàn hộ tống cho chiếc George Washington đưa Tổng thống Woodrow Wilson đi đến Brest, Pháp, rồi viếng thăm Anh và Đức trước khi quay trở về Hoa Kỳ vào ngày 25 tháng 8.
Được chuyển sang Hạm đội Thái Bình Dương, Edwards khởi hành từ New York vào ngày 17 tháng 9 năm 1919, và đi đến Căn cứ Khu trục tại San Diego, California vào ngày 13 tháng 10, nơi nó hoạt động với biên chế giảm thiểu và 50% thủy thủ đoàn từ ngày 1 tháng 11 năm 1919. Vào tháng 2 năm 1920, nó chuyển đến Xưởng hải quân Puget Sound, rồi quay trở lại San Diego một năm sau đó nơi nó ở trong thành phần dự bị, thỉnh thoảng thực hành tác xạ ngoài khơi. Nó được cho xuất biên chế vào ngày 8 tháng 6 năm 1922.
Được cho nhập biên chế trở lại vào ngày 18 tháng 12 năm 1939, Edwards được phân công nhiệm vụ Tuần tra Trung lập; và sau khi được đại tu, nó rời vùng bờ Tây vào ngày 22 tháng 3 để đi sang Galveston, Texas. Nó tuần tra tại khu vực vịnh Mexico và dọc theo vùng bờ Đông cho đến mùa Thu, rồi lên đường đi Halifax, Nova Scotia, nơi nó được cho xuất biên chế vào ngày 8 tháng 10 năm 1940 và được chuyển giao cho chính phủ Anh Quốc theo Thỏa thuận đổi tàu khu trục lấy căn cứ.

### HMSBuxton- HMCSBuxton
Nhập biên chế cùng Hải quân Hoàng gia Anh như là chiếc HMS Buxton (H96) vào ngày 8 tháng 10 năm 1940, nó được phân về Chi hạm đội Khu trục Town 3, và đã phục vụ trong một thời gian ngắn tại vùng biển Canada, vào lúc mà hoạt động của tàu ngầm U-boat Đức rất ác liệt. Sau đó nó được điều sang Đội hộ tống 6 trực thuộc Bộ chỉ huy Tiếp cận phía Tây, làm nhiệm vụ quan trọng và nguy hiểm là duy trì con đường tiếp vận đến Anh. Buxton được cải biến để tối ưu cho nhiệm vụ hộ tống tàu buôn bằng cách tháo dỡ ba trong số các khẩu pháo hải pháo 4 inch/50 caliber ban đầu và một dàn ống phóng ngư lôi ba nòng để giảm bớt trọng lượng nặng bên trên, lấy chỗ chứa thêm mìn sâu và trang bị một dàn súng cối chống tàu ngầm Hedgehog. Vào tháng 8 năm 1942, khi các tàu hộ tống mới hơn đã sẵn có, nó được chuyển cho Hải quân Hoàng gia Canada trong thành phần Lực lượng Hộ tống Tại chỗ phía Tây đặt căn cứ tại Halifax. Sau khi được tái trang bị tại Boston từ tháng 12 năm 1942 đến tháng 3 năm 1943, nó gia nhập trở lại lực lượng hộ tống vào tháng 4 năm 1943; nhưng rồi được cho rút khỏi nhiệm vụ này vào tháng 8, và được sử dụng như một tàu huấn luyện cố định tại Halifax và sau đó là tại Digby, Nova Scotia cho đến cuối năm 1944. Nó bị loại bỏ vào đầu năm 1945.